# Holly Mumby-Croft
Houx Mumby-Croft (né en juillet 1983)  est une femme politique britannique, conservatrice qui est députée pour Scunthorpe de 2019 à 2024.

## Biographie
Le grand-père de Mumby-Croft est métallurgiste à l'aciérie de Scunthorpe.
Avant son élection en tant que députée, Mumby-Croft est élue conseillère du quartier de Broughton et Appleby au Conseil du nord du Lincolnshire en 2015, et est réélue en mai 2019, mais démissionne lors de son élection au Parlement.
Mumby-Croft se présente à Scunthorpe aux élections générales de 2017 et arrive deuxième. Elle se présente de nouveau aux élections générales de 2019, et bat le député travailliste sortant Nic Dakin, l'emportant avec une majorité de 17,1%. Cela représente un basculement de 12,8 % des travaillistes vers les conservateurs.
Mumby-Croft prononce son premier discours le 6 mars 2020 et parle de l'industrie sidérurgique de la ville. Elle s'est également engagée à augmenter le financement des écoles et à moderniser l'hôpital général de Scunthorpe.